# Julien Pappé
Pour les articles homonymes, voir Pappe.
 (avril 2020).
Si vous disposez d'ouvrages ou d'articles de référence ou si vous connaissez des sites web de qualité traitant du thème abordé ici, merci de compléter l'article en donnant les références utiles à sa vérifiabilité et en les liant à la section « Notes et références ».
Julien Pappé (né Julian Pappe le 3 janvier 1920 à Rzeszów en Pologne et mort le 26 mai 2005 à Lisieux) est un réalisateur de cinéma d'animation polonais.

## Biographie
Il débute au cinéma en tant que décorateur sur le tournage d'« Ivan le Terrible » pendant lequel il traversera l'URSS durant 3 ans. Pour lui, c'est cette expérience qui le guida dans ce qu'il fera dans sa vie artistique, mais aussi vie tout court.
Il crée un théâtre de marionnettes à Łódź en Pologne.

### Magic films et la «Truca»
Il crée un studio nommé « Magic films » à Paris en 1953, qu'il déplace ensuite à Meudon, dans un studio qu'il construira lui-même puis qu'il agrandira ensuite pour en faire sa maison.
Il crée un appareil d'enregistrement qu'il appelle « Truca », qui permet de faire des montages, techniques que l'on appellera à l'ère numérique le compositing, à partir d'une caméra d'avion de reconnaissance allemand. Il est le seul à savoir faire fonctionner son invention, dont l'utilisation a été commandée par de nombreux cinéastes dans le monde.
Cela lui permet de faire des effets exceptionnels pour cette époque dans « La Mare aux garçons » ou la bande annonce de Tirez sur le pianiste » de François Truffaut.
Les films La Mare aux garçons et Sophie et les gammes sont quelquefois diffusés sur la chaîne de télévision associative Teleplaisance.org.
Il anime Pif le chien, le personnage de José Cabrero Arnal dans une publicité cinématographique pour le journal « L'Humanité ».

### Restauration des films d'Émile Reynaud
Il restaure les bandes animées d'Émile Reynaud en nettoyant les pellicules originales (sur gélatine et peintes à la main), les recopiant ensuite sur pellicule ektachrome. Il les replace ensuite dans un système similaire à celui d'Ëmile Reynaud, mais avec des matériaux modernes.
Pour un des films qu'il restaure, « Autour d'une cabine », il manque la fin de la pellicule celle-ci ayant été donnée à la cinémathèque de Prague. Cette institution lui remet une copie qui lui permettra de terminer la restauration.

## Fin de sa vie
À la fin de sa vie, n'ayant pas accès à la retraite, pour subvenir à ses besoins, il est obligé de revendre sa maison.

## Filmographie partielle
- « Un oiseau en papier journal » (dessin, 10 min, couleur 1961) ;
- « Sophie et les gammes » (techniques mixtes, 13 min, couleur 1964) ;
- « La Mare aux garçons » (15 min, noir et blanc, 1963) ;
- Publicités pour le magazine « Télérama » (3 x 20 s) et « L'Humanité » (1 min 10) et la « Loterie Nationale » (22 s) ;
- Bande annonce de « Tirez sur le pianiste » de François Truffaut (1960) ;
- Bande annonce de « Le Souffle au cœur » de Louis Malle (1971) ;
- Bande annonce de « L'Humeur vagabonde » d'Édouard Luntz (1972) ;
- Production de « Le Réveil musculaire » de Peter Kassovitz (papier découpé, 7 min, noir et blanc, 1984) ;
- Production de « Histoire d'un clown » de Jean-Louis Bompoint (papier découpé, 6 min 05, couleur 1984) ;
- Production et réalisation "Qui a peur des petites chéries" avec Isabelle Langerome, 13 min, couleur, 1989
- Restauration de « Pauvre Pierrot » d'Émile Reynaud (dessin, 4 min 45, 1892) ;
- Restauration de « Autour d'une cabine » d'Émile Reynaud (dessin, 7 min, 1893).

## Documentaires sur Julien Pappé
Entretiens filmés :
- ORTF 1963 ;
- Isabelle Langerome & Vincent Sabatier en 2004 et 2005 ;
- Forum des images lors de sa carte blanche en 2000.